# Logan Square (Metro de Chicago)
Logan Square es una estación en la línea Azul del Metro de Chicago. La estación se encuentra localizada en 2620 North Kedzie Avenue en Chicago, Illinois. La estación Logan Square fue inaugurada el 25 de mayo de 1895.  La Autoridad de Tránsito de Chicago es la encargada por el mantenimiento y administración de la estación. De esta estación, los trenes operan en intervalos de 2–7 minutos durante las horas pico, y toman alrededor de 14 minutos para llegar a The Loop.

## Descripción
La estación Logan Square cuenta con 1 plataforma central y 2 vías. 

## Conexiones
La estación es abastecida por las siguientes conexiones: 
- Rutas del CTA Buses: #56 Milwaukee #76 Diversey